# Roberta Metsola
Roberta Metsola Tedesco Triccas, malteška političarka in pravnica, * 18. januar 1979, San Ġiljan, Malta. 
Od aprila 2019 je poslanka v Evropskem parlamentu z Malte, 12. novembra 2020 pa je postala njegova prva podpredsednica. Po smrti predsednika Davida Sassolija je 11. januarja 2022 za sedem dni postala vršilka dolžnosti predsednice, 18. januarja pa je bila kot kandidatka Evropske ljudske stranke tudi uradno izvoljena na to mesto.

## Izobraževanje in delo
Metsola je odvetnica, specializirana za evropsko pravo in politiko. Delovala je kot atašejka za pravno in pravosodno sodelovanje na stalnem predstavništvu Malte pri Evropski uniji in od leta 2012 do 2013 kot pravna svetovalka visoke predstavnice Unije za zunanje zadeve in varnostno politiko Catherine Ashton.

## Politična kariera
V študentskih letih je bila Metsola članica SDM (Studenti Demokristjani Maltin), Nacionalnega sveta za mladino in MZPN (Moviment Zgħazagħ Partit Nazzjonalista), kasneje pa izvoljena tudi za generalno sekretarko Evropskih demokratskih študentov (EDS - študentska veja Evropske ljudske stranke). V tem času je delovala tudi na Evropskem mladinskem forumu (YJF). Leta 2002 je bila izvoljena za podpredsednico Mladinske konvencije o prihodnosti Evrope, ki ji je utrla pot do tesnega sodelovanja pri pogajanjih in pripravi evropske ustavne pogodbe in kasneje Lizbonske pogodbe.
Od mladosti je je bila aktivna v stranki Partit Nazzjonalista na Malti in službovala v mednarodnem sekretariatu stranke; leta 2003 se je aktivno zavzemala za podporo referendumu o članstvu v EU. Leta 2004 in 2009 je kandidirala na evropskih volitvah, a ni bila izvoljena.

### Poslanka Evropskega parlamenta
Metsola se je 24. aprila 2013 uspešno za izpraznjeno mesto Simona Busuttila in postala ena prvih žensk v Evropskem parlamentu z Malte. V parlamentu je članica skupine Evropske ljudske stranke (EPP).
Metsola je trenutno podpredsednica Odbora za peticije (PETI), poleg tega članica (ali sodelavka) naslednjih odborov: Posebnega odbora za organizirani kriminal, korupcijo in pranje denarja (CRIM), Odbora za državljanske svoboščine, pravosodje in notranje zadeve (LIBE) in delegacije parlamenta za odnose z Albanijo, Bosno in Hercegovino, Srbijo, Črno goro in Kosovom (DSEE). Znotraj odbora LIBE je od leta 2018 članica skupine za spremljanje vladavine prava (ROLMG).
Med letoma 2016 in 2017 je bila del parlamentarnega preiskovalnega odbora za pranje denarja, izogibanje davkom in davčne utaje (PANA), ki je širše preiskoval razkritja Panamskih dokumentov in sisteme izogibanja davkom. Bila je tudi izbrana za nadomestno članico odbora za notranji trg in varstvo potrošnikov (IMCO), delegacije za odnose s Švico, Norveško, skupnega parlamentarnega odbora EU-Islandija, skupnega parlamentarnega odbora Evropskega gospodarskega prostora (EGP) (DEEA) in delegacije pri parlamentarni skupščini Unije za Sredozemlje (DMED).

### Predsednica Evropskega parlamenta
11. januarja 2022 je bila po smrti predsednika Evropskega parlamenta Davida Sassolija postavljena na mesto vršilke dolžnosti predsednika. Evropska ljudska stranka jo je že pred tem evidentirala kot svojo kandidatko za novo predsednico parlamenta. Glasovanje je potekalo 18. januarja, Metsola pa je proti štirim protikandidatom zmagala v prvem krogu. Prejela je 458 od 616 veljavnih glasov. S tem je postala najmlajša predsednica v zgodovini Evropskega parlamenta.
Na to funkcijo je bila ponovno izvoljena v naslednjem sklicu parlamenta, 16. julija 2024, in sicer z največjim številom glasov v zgodovini institucije.

## Politična stališča
Kot članica LIBE je Metsola leta 2014 vodila delo Evropsko ljudsko stranko na nezavezujočem »načrtu EU proti homofobiji in diskriminaciji na podlagi spolne usmerjenosti in spolne identitete«. Je soavtorica nezavezujočega poročila o evropski migrantski krizi iz leta 2016, katerega namen je vzpostaviti »zavezujoč in obvezen zakonodajni pristop« k preselitvi in novemu sporazumu o »ponovnem sprejemu« po vsej Evropski uniji, ki bi imel prednost pred bilateralnimi dogovori med članicami EU in državami izven Unije.
Metsola je dosledno glasovala za resolucije proti splavu. Od začetka svojega mandata se je soočala z vprašanji glede nasprotovanja splavu, ki je zakonit v vseh državah članicah EU, razen na Malti in na Poljskem.[2] V sporočilu za javnost leta 2015 so ona in drugi malteški poslanci izjavili, da so "odločno proti splavu". Ob izvolitvi za predsednico Evropskega parlamenta je dejala, da bo v svojem mandatu zastopala stališče Evropskega parlamenta, ki priznava varen dostop do splava kot človekovo pravico.

## Polemike
Oktobra 2020 so polemiko sprožile spremembe resolucije LIBE o Bolgariji, ki jih je predlagala Metsola. Vztrajala je, da naj dokument vključuje informacije o protestih v Bolgariji, ki jih financira šef iger na srečo, zoper katerega je bilo vloženih 18 obtožb. Več sto protestnikov je Metsoli zato na družbenih omrežjih grozilo s tožbo zaradi obrekovanja in širjenja »lažnih novic«. Metsola je blokirala dostop do svojih družabnih omrežij iz Bolgarije  in umaknila predlagano spremembo.
V začetku leta 2025 je avstrijski publicist Stefan Weber na spletu objavil poročilo, v katerem je Metsolo obtožil »osupljivega« obsega plagiatorstva v njenem diplomskem delu, s katerim je pridobila naziv diplomirana pravnica na Univerzi Malte. Univerza je obtožbe preučila in razsodila, da je šlo za »proceduralne napake«, ki zmanjšujejo akademsko vrednost njenega dela, a ne v tolikšni meri, da bi ji odvzela naziv.

## Zasebno
Poročena je z Ukkom Metsolo, glavnim lobistom Evropske unije za Royal Caribbean Group. Njegovega statusa lobista ni prijavila, ker se je v skladu z etičnim kodeksom izvzela od prijave morebitnega navzkrižja interesov, kot morajo to storiti drugi poslanci Evropskega parlamenta.